# Schoonoord (Alverna)
De windmolen Schoonoord in Alverna, gemeente Wijchen, provincie Gelderland, is een ronde stenen beltmolen uit 1887.
De molen staat op een vrij lage belt naast het voormalige klooster Schoonoord dat gelijktijdig is gebouwd en dat in 1980 is afgebroken.
De molen staat op de plek van een standerdmolen die door brand was verwoest. De molen zelf is ook tweemaal door brand geteisterd, in 1890 en 1941. De molen is tijdens de oorlog door het verzet gebruikt om signalen te geven. De molen heeft restauraties ondergaan in 1965 en 1987, was wel draaivaardig gehouden, maar draaide niet meer. In 2003 brak brand uit in een naastgelegen loods en leed de molen opnieuw schade, die in 2005-2006 is hersteld. Sinds 2006 draait de molen weer af en toe. Uniek is, dat het authentieke gaande werk uit 1887 nog steeds aanwezig is, al is het decennialang niet gebruikt. De molen kan dus nog maalvaardig gemaakt worden.

Foto's
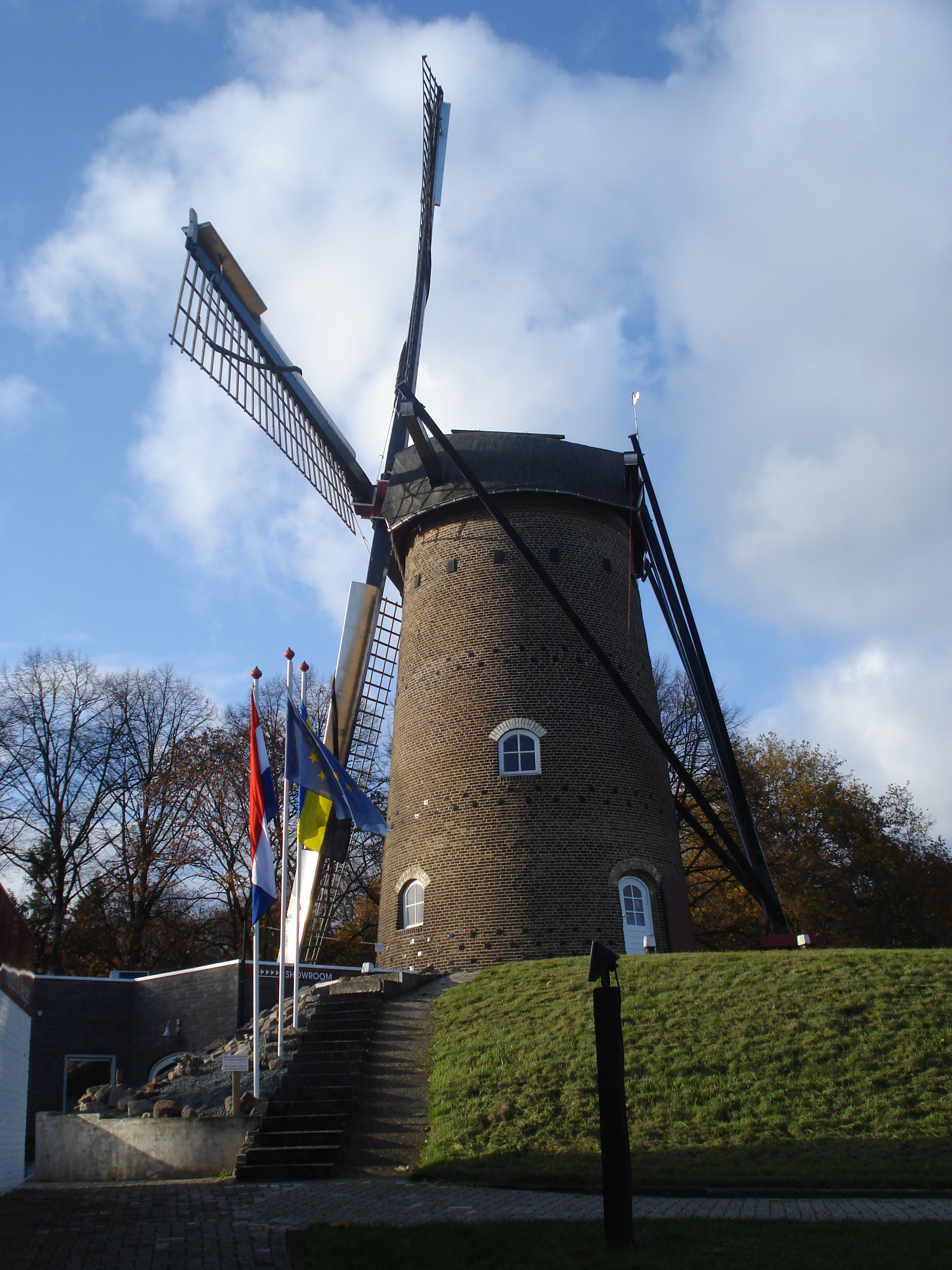
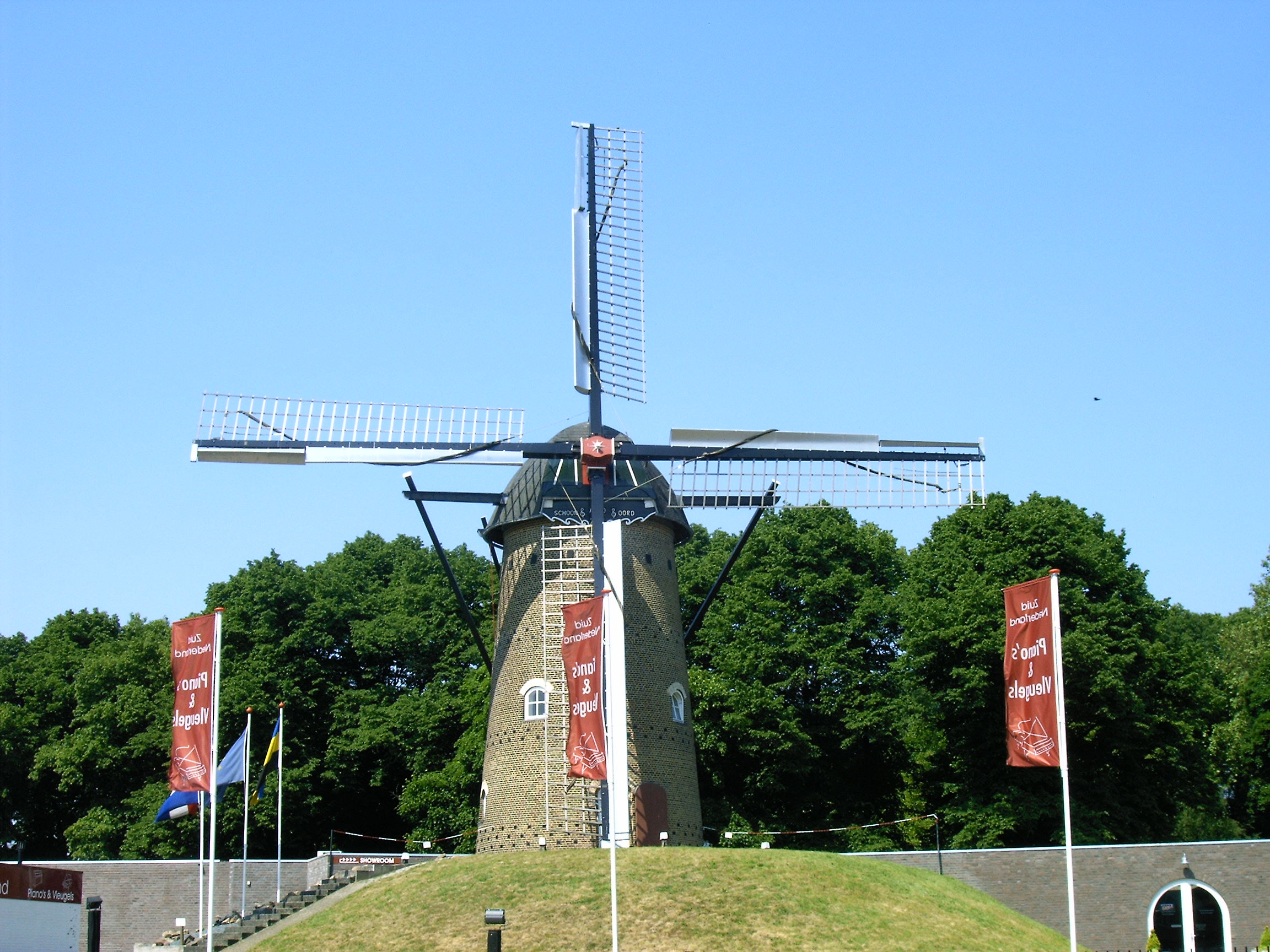